# Heves Renée
Heves Renée (Tasnád, 1902. október 11. – Auschwitz, 1944. június 11. után) erdélyi magyar író. Heves Ferenc felesége.

## Életpályája
Rabbicsalád konzervatív előítéleteivel szembeszállva hat elemi osztály elvégzése után önszorgalmával szerezte meg korszerű irodalmi, történelmi és szociológiai műveltségét. 1928-tól egy kolozsvári fűrészmalom alkalmazottja, 1931-től a Magántisztviselők és Kereskedelmi Alkalmazottak Szakszervezetében tevékenykedett és marxista szemináriumot vezetett.
Első írásai a baloldali Új Szóban jelentek meg (1935–36), majd a Független Újság és a Nagyváradi Friss Újság munkatársa. 1938-tól a kolozsvári Munkás Athenaeum női csoportjának vezetésében vett részt, s írásaival a Korunk és Brassói Lapok hasábjain is jelentkezett. Tárgyköre a nőmozgalom, a dolgozó nők szociális helyzete, a nő szerepe a világirodalomban és a politikában. Írt Lorántffy Zsuzsannáról, Petrőczi Kata Szidóniáról, Árva Bethlen Katáról, Varga Katalinról, Teleki Blankáról, Ady asszonyairól, Kaffka Margitról és Bédy-Schwimmer Rózsáról, a Temesvárról indult békeharcosról. Miután kommunista férjét 1941-ben letartóztatták és elítélték, irodalmi működése a kistarcsai internálótáborba küldött leveleire korlátozódott. 1944-ben deportálták, a gettóban is szociális munkát végzett. Cikkeiből, leveleiből szemelvényeket jelentetett meg életrajzával együtt a Politikai Könyvkiadó (Heves Ferenc: Heves Renée életútja 1975).

## További irodalom
- Balogh Edgár: A sárga rózsa útján. Korunk 1964/5; újraközölve Én tintás esztergapadom. 1967. 92–94.
- Heves Ferenc: Heves Renée életútja / Élete a mű, melyet példaként hagyott. Válogatás Heves Renée írásaiból; Politikai, Bukarest, 1975